# 287P/Christensen
287P/Christensen è una cometa periodica appartenente alla famiglia delle comete gioviane; la cometa è stata scoperta il 14 settembre 2006 ma già al momento dell'annuncio ufficiale della scoperta erano note immagini di prescoperta risalenti al 30 agosto 2006, la sua riscoperta il 1 giugno 2013 ha permesso di numerarla. La cometa ha una piccola MOID di sole 0,063 UA col pianeta Giove: l'8 gennaio 1968 la cometa è passata a sole 0,217 UA da Giove, il 22 gennaio 2169 passerà a sole 0,132 UA. da Giove. In futuro passaggi ravvicinati a Giove determineranno drastici cambiamenti dell'orbita della cometa.